# Poliído (artista)
Poliído (en griego antiguo: Πολύϊδος también Πολύειδος, Πολύϊδος, Πολυΐδας, Πολυείδης,) fue un músico, rapsoda (poeta ditirámbico) pintor de la Antigua Grecia, que vivió entre los siglos V y IV a. C.  
Por Plutarco se sabe que Filotas fue uno de sus discípulos, quien logró ganar una importante competencia de música. Según Plutarco, Poliído era superior a Timoteo de Mileto, mientras que Aristóteles lo llama sofista (sabio) narrando una interpretación sobre el mito de Orestes, donde comentó la capacidad de Poliído para transmitir el sentimiento a sus oyentes a través de sus actuaciones musicales. Otra composición  conocida fue Atlas, donde en la obra el titán se convierte en una piedra cuando se enfrenta a Perseo, quien le muestra la cabeza de Medusa.
Poeta ditirámbico del período más floreciente del ditirambo ateniense posterior, y también hábil pintor, fue contemporáneo de Filoxeno, Timoteo y Telestes, alrededor del año 400 a. C. Se le conoce poco; pero parece haber sido tan estimado como Timoteo, a quien, de hecho, uno de sus discípulos, Filotas, conquistó en una ocasión. Se cuenta que, mientras Poliído se jactaba de esta victoria, el músico Estratónico lo reprendió diciendo: «Me sorprende que no entiendas que usas ψηφίσματα, sino Timotheus νόμους», una ocurrencia intraducible, que insinuaba que Timoteo había sido conquistado por la voz del pueblo y no por el mérito de su oponente. (Ath. viii. p. 532b.) Un pasaje de Plutarco (De Mus. 21, p. 1138b.) indica que Poliído superó a Timoteo en esas intrincadas variaciones, por cuya introducción se critica con tanta frecuencia a los músicos de este período.